# Ferdinand Röse
Johann Anton Ferdinand Röse, född 27 september 1815 i Lübeck, död 27 november 1859 i Kruft, var en tysk diktare och filosof.
Röse gick i skola i Lübeck och blev där kamrat med Emanuel Geibel och Theodor Storm. Han studerade filosofi och konsthistoria mellan 1836 och 1840 vid universiteten i Berlin, Basel och München. Han försökte förgäves få en lärartjänst i filosofi och ägnade sig föga framgångsrikt åt skriftställeri i Stuttgart, Augsburg och Berlin. De sista åren tillbringade han i sjukdom och fattigdom och dog så småningom i blodstörtning.

## Verk
- Die Erkenntnisweise des Absoluten, 1841
- Lübische Chronik, 1842
- Ideen von den göttlichen Dingen, 1847
- Die Psychologie als Einleitung zur Individualitätsphilosophie, 1856